# Primarni standard
Primarni standard u metrologiji je standard koji je dovoljno precizan da ne mora kalibrisati ili podređiti drugim standardima. Primarni standardi su definisani preko drugih veličina kao što su dužina, masa i vreme. Primarni standardi se koriste za kalibraciju drugih standarda, tzv. radnih standarda.

## Hemija
Primarni standardi are koriste u analitičkoj hemiji. Ovde je primarni standard tipično reagens koji se može lako izmeriti, i koji dovoljno čist da je njegova težina istinska reprezentacija broja molpva supstance. Neke od osobina primarnog standarda su:
1. Visoka čistoća
2. Stabilnost (niska reaktivnost)
3. Niska higroskopnost
4. Visoka rastvorljivost (ako se koristi za titraciju)
5. Visoka ekvivalentna težina
6. Ne-toksičnost

## Spoljašnje veze
- Analitički standardi